# Steffen Sebastian

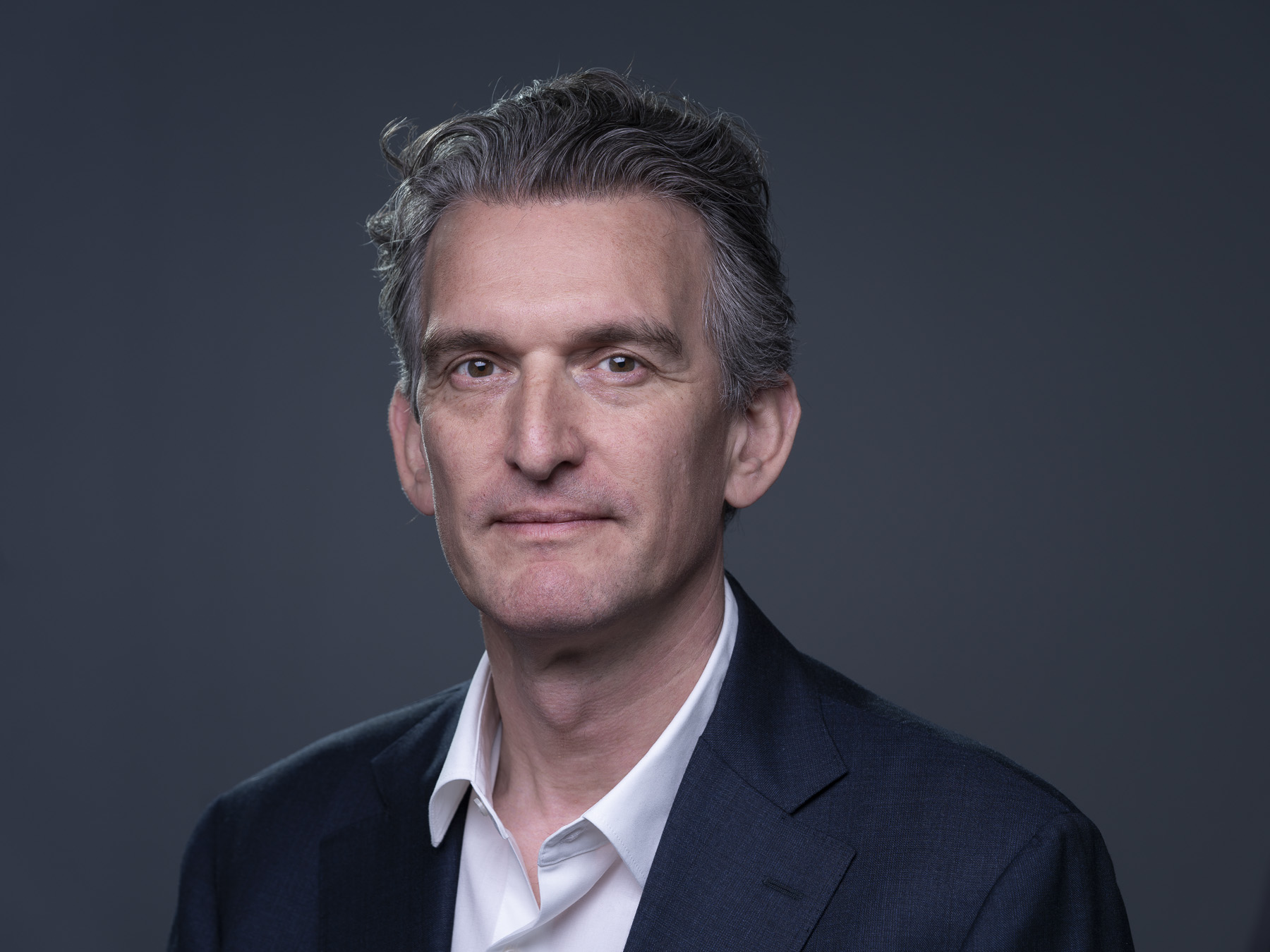
Steffen Sebastian (2021)

Steffen Sebastian ist ein deutscher Wirtschaftswissenschaftler.

## Leben
Steffen Sebastian schloss 1990 eine Ausbildung zum Steuerfachgehilfen ab. Ein Studium der Betriebswirtschaftslehre an der Universität Mannheim schloss sich an. Im Jahr 2003 wurde er bei Peter Albrecht zum Thema „Inflationsrisiken von Aktien-, Renten- und Immobilieninvestments“ promoviert. 2006 erfolgte die Habilitation zum Thema „Essays in Real Estate Finance“ an der Johann-Wolfgang-Goethe-Universität Frankfurt am Main.
2006 wurde er auf den Lehrstuhl für Immobilienfinanzierung an der IREBS International Real Estate Business School der Universität Regensburg berufen, an der dort mehrere wirtschafts- und rechtswissenschaftliche Honorar- und Gastprofessuren zusammengefasst werden. 2007 war er Gründungsdirektor des Center of Finance an der Universität Regensburg, seit 2009 ist er dessen stellvertretender Direktor. Seit 2009 ist er Forschungsprofessor (Research Associate) am Zentrum für Europäische Wirtschaftsforschung (ZEW) in Mannheim. 2007–2013 war er Geschäftsführer der IREBS, seit 2013 ist er stellvertretender Geschäftsführer. Seit 2014 ist er Mitglied des Vorstands der European Real Estate Society (ERES), 2017–2018 war er deren Präsident.
Sebastian ist Sprecher des Themenverbundes „Immobilien und Kapitalmärkte“ der Universität Regensburg und Mitherausgeber des European Journal of Real Estate Research und der Zeitschrift für Immobilienökonomie. Seit 2017 ist er Vorsitzender der Mietspiegel-Kommission der gif Gesellschaft für Immobilienwirtschaftliche Forschung e.V.

## Positionen und Kritik
2023 sprach Sebastian sich dafür aus, die Miethöhe alter Wohnraummietverträge anzuheben und dafür die Kappungsgrenze aufzuheben, um Stammmieter aus den Wohnungen zu verdrängen, damit jüngere Menschen/Familien Wohnraum erhalten könnten: „Ich halte es für ein Unding, dass Menschen, die bereits seit Jahren und Jahrzehnten eine geringe Miete zahlen, hierzulande so extrem geschützt werden, während andere keine bezahlbare Wohnung finden.“ Kritiker verwiesen auf die voraussichtlich weitere Erhöhung des Gesamtniveaus der Mieten bei Streichung der Kappungsgrenze.
2025 bezeichnete er mögliche, wie etwa in Barcelona praktizierte Geldbußen für Wohnungseigentümer bei Verstößen gegen die Mietpreisbremse als „aggressive Gewalt“. Kommunaler Wohnungsbau sei „hochproblematisch“. Die explizite Förderung von Wohnungs- und Baugenossenschaften zu Ungunsten gewinnorientierter Akteure seien lediglich „Pilotprojekte“ für „supersichere“ Mieten einiger weniger. Die Wohnungskrise nicht zu lösen stärke „verfassungsfeindliche Vergesellschaftungsfantasien“ einer vorgeblich extremen Linken. Die Demokratie bringe Nöte mit sich, da ‚die Politik‘ nicht den Mut habe, „schmerzhafte Maßnahmen“ durchzuführen. Diskutanten widersprachen teils vehement.

## Auszeichnungen
- 2015: F.A.Z.-Ökonomenranking 2015: Deutschlands einflussreichste Ökonomen, Platz 97[7]
- 2011: Immobilien-Manager-Ranking: Liste der wichtigsten Köpfe der deutschen Immobilienwirtschaft
- 2007: Best Paper Award der Campus for Finance Research Conference[8] WHU – Otto Beisheim School of Management
- 2004: Forschungspreis der Deutschen Immobilienakademie (DIA) an der Universität Freiburg.[9]
- 2003: Immobilienforschungspreis 2003 der Gesellschaft für Immobilienwirtschaftliche Forschung (gif).

## Schriften (Auswahl)
- Reform von Mietspiegel und ortsüblicher Vergleichsmiete In: Zeitschrift für Wirtschaftspolitik, Jg. 65 (2016), Heft 3, S. 240–252, ISSN 0043-6275.
- The links between property and the economy. Evidence from the British and German markets. In: Journal of Property Research, Bd. 26 (2009), Heft 2, S. 171–191, ISSN 0959-9916 (zusammen mit Alexander Schätz).
- Diversifikationseffekte durch Investitionen in G-REITs. In: Stephan Bone-Winkel, Wolfgang Schäfers und Karl-Werner Schulte (Hrsg.): Handbuch Real Estate Investment Trusts (REITs). Immobilien-Manager, Köln 2007, S. 327–339, ISBN 978-3-89984-173-2 (zusammen mit Christian Rehring).
- Real Estate Equities. Real Estate or Equities? (EPRA Research Paper). Amsterdam 2010 (zusammen mit Alexander Schätz; Studie im Auftrag der EPRA).